# Músculo levantador da pálpebra superior
O músculo levantador superior da pálpebra é um músculo extraocular.
O músculo levantador da pálpebra apresenta simultaneamente inervação do III par craniano e do sistema nervoso simpático através do nervo de Tinetti, explicando assim a ptose ocular que ocorre na síndrome de Horner.